# Bulbophyllum gracilipes
Bulbophyllum gracilipes é uma espécie de orquídea (família Orchidaceae) pertencente ao gênero Bulbophyllum. Foi descrita por George King e Robert Pantling em 1896.